# Apologia di Aristide
L'Apologia di Aristide è un testo di Aristide Marciano. Fino al 1878, le poche notizie biografiche disponibili si limitavano ad alcuni riferimenti nelle opere di Eusebio di Cesarea e di san Girolamo. Il primo disse che era un filosofo ateniese e che Aristide e un altro apologeta, Quadrato, indirizzarono le loro Apologie direttamente all'imperatore Adriano.
Ad Aristide è attribuito anche un sermone su Luca 23:43. Dopo la conversione al cristianesimo rimase un filosofo attivo nella capitale greca.

## Autore e datazione
Aristide di Atene è menzionato da sant'Eusebio:
(HE IV 3)
Sebbene la datazione sia controversa e si sia ipotizzato di far risalire l'opera all'epoca di Antonino Pio, è ormai unanime l'opinione che la datazione tradizionale dell'opera, tra il 124 e il 125, sia vera.

## Scoperta dell'Apologia

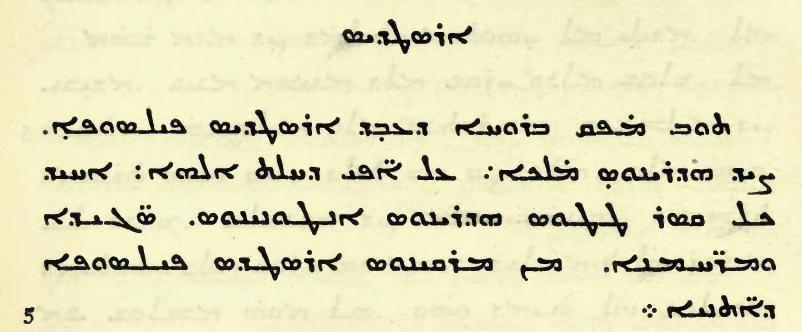
Prime parole della versione siriaca dell'Apologia di Aristide.

Nel 1878, i monaci armeni del convento mechitarista di Venezia pubblicarono i primi due capitoli, che avevano trovato in un manoscritto della loro collezione, in traduzione armena. A questa accompagnarono una traduzione in latino. L'autenticità del frammento fu contestata in modo particolare da Ernest Renan, teorico del mito di Gesù e della demitizzazione.
Più tardi, nel 1889, J. Rendel Harris trovò l'intero testo in una versione siriaca presso il monastero ortodosso di Santa Caterina nel Sinai, in Egitto. Si tratta della versione più completa dell'opera. Mentre la sua edizione era in corso di stampa, fu osservato che l'opera era esistita anche in greco, sebbene in forma leggermente abbreviata, poiché era stata inserita come discorso in un romanzo religioso scritto intorno al 1000 d.C. intitolato Vita di Barlaam e Iosafat, opera pseudoepigrafica di Giovanni Damasceno.
Un altro frammento armeno fu scoperto nella biblioteca di Echmiadzin da F. C. Conybeare in un manoscritto risalente all'XI secolo. La scoperta della versione siriaca riaprì la questione della datazione dell'opera:
(Sailors, Timothy B., The Textual Witnesses to the Second-Century Apology of Aristide.)

## Contesto
Il cristianesimo del II secolo ereditò un rapporto difficile con l'Impero romano, iniziato al tempo di Nerone. I cristiani vivevano in una situazione ambigua a causa di due editti contraddittori. Da un lato, l'editto di Nerone condannava la nuova religione cristiana; dall'altro, il rescritto di Traiano esortava a non perseguitare i cristiani. In questa situazione, si sviluppò una letteratura apologetica che impiegava diverse risorse per difendere il cristianesimo, come la difesa dottrinale o morale dei suoi seguaci o la critica, a volte aspra, delle credenze non cristiane. Secondo Eusebio, sia Quadrato che Aristide indirizzarono entrambi delle scuse all'imperatore. Non si sa se esse raggiunsero i loro destinatari ma, in ogni caso, furono molto apprezzate nelle comunità cristiane.

## Contenuto dell'Apologia
L'apologia inizia con una riflessione personale di Aristide sul modo in cui ha riconosciuto la mano di Dio nell'ordine del mondo. La descrizione di Dio ha un marcato carattere apofatico e in essa Aristide rinuncia a ogni determinazione, assumendo fin dall'inizio l'idea che Dio è incomprensibile.
L'Apologia mostra una chiara dipendenza concettuale e ideologica dall'aristotelismo, dal medio platonismo e dallo stoicismo, che evita accuratamente di criticare, elemento che deve aver fatto piacere ad Adriano, che aveva studiato filosofia ed era stato un uditore di Epitteto.
Sebbene il titolo corrisponda a quello dato dal frammento armeno e da Eusebio, inizia con un'iscrizione formale all'imperatore Tito Adriano Antonino Augusto Pio. Il Dr. Rendel Harris, seguito da Adolf von Harnack, suppose che l'opera fosse stata indirizzata ad Adriano solo grazie a una lettura poco attenta di questa iscrizione. Se così fosse, l'opera andrebbe collocata altrove, nel lungo regno di Antonino Pio (138-161 d.C.). Tuttavia, non ci sono motivi interni per rifiutare la triplice dedica ad Adriano, suo predecessore.
Dopo aver parlato brevemente della natura divina nei termini della filosofia greca, Aristide procede a chiedere quale di tutte le razze di uomini abbia mai partecipato alla verità su Dio. In questa sede si verifica il primo tentativo di un confronto sistematico delle religioni antiche. Egli adotta una triplice divisione comune in idolatri, ebrei e cristiani. Gli idolatri -come li definisce gentilmente rivolgendosi all'imperatore- sono "coloro che adorano quelli che tra voi si dicono dèi", sono suddivisi nelle tre grandi civiltà del mondo, in ordine crescente di errore e assurdità del culto pagano: Caldei, Greci ed Egizi.
La religione naturale dei Caldei è falsa perché i suoi oggetti sono opere che il Creatore ha posto al servizio del genere umano. Essi obbediscono a leggi false e non hanno potere su se stessi. I Greci avevano commesso un errore peggiore di quello dei Caldei, "chiamando dèi quelli che non lo sono, secondo i loro desideri malvagi, perché, avendo questi come fautori della loro malvagità, commettano adulteri, stupri, saccheggi e uccisioni, e compiano le peggiori azioni".
(Robinson (1911), p. 496)
In tutta l'argomentazione c'è una forte critica allo scarso buon senso delle religioni non cristiane.
Gli Ebrei sono trattati brevemente. Dopo un riferimento alla loro discendenza da Abramo e al loro soggiorno in Egitto, Aristide li elogia per il loro culto dell'unico Dio, il Creatore onnipotente; ma li biasima perché adorano gli angeli e osservano "i sabati e i noviluni, il pane azzimo e il grande digiuno, la circoncisione e la pulizia delle carni". Procede poi alla descrizione dei cristiani, iniziando con un frammento che, se depurato dalle glosse attraverso il confronto delle tre forme in cui è sopravvissuto, recita così:
Questo passo contiene una chiara corrispondenza con la seconda sezione del Credo degli Apostoli.
L'attribuzione della crocifissione ai Giudei appare anche in diversi documenti del II secolo; san Giustino martire usa effettivamente le parole "È stato trafitto da voi" nel suo Dialogo con Trifone, che era un giudeo:
Questa semplice descrizione è presente nel siriaco, ma i dettagli aggiuntivi devono essere accettati con cautela: infatti, mentre è probabile che il monaco che si è appropriato del testo greco possa averlo abbreviato, era anche abitudine di alcuni traduttori siriaci rielaborare i propri originali. Dopo aver affermato che "questa è la via della verità", e aver fatto riferimento per ulteriori informazioni agli scritti dei cristiani, dice: 
In chiusura, abbiamo un passo che si trova solo nella versione siriaca, ma che, in base a prove interne, contiene elementi originali: 
(Robinson (1911), p. 496)
Si tratta di un'allusione alle accuse di banchetti tiestei e di altre immoralità, che i primi apologeti confutarono costantemente.
(The Apology of Aristides the Philosopher, Early Christian Writings.)
Queste ultime parole indicano l'uso, nella composizione di questa apologia, di un'opera apocrifa perduta di data molto antica, Le prediche di Pietro, libro noto soprattutto grazie alle citazioni di Clemente Alessandrino e che era ampiamente diffuso e un tempo rivendicava un posto nel canone biblico. Fu utilizzato dallo gnostico Eracleone e probabilmente dallo scrittore della Lettera a Diogneto. Dai frammenti sopravvissuti sappiamo che conteneva:
1. una descrizione della natura di Dio, che corrisponde strettamente al primo capitolo di Aristide;
2. un monito a non adorare secondo i culti greci, con l'esposizione di varie forme di idolatria;
3. un monito a non adorare alla maniera dei Giudei - anche se solo loro pensano di conoscere il vero Dio - perché adorano gli angeli e sono superstiziosi riguardo alle lune, ai sabati e alle feste (cfr. Arist. cap. 14);
4. la descrizione dei cristiani come "terza razza", che adorano Dio "in modo nuovo" mediante Cristo;
5. una prova che il cristianesimo attua le profezie ebraiche;
6. la promessa di perdono a Giudei e gentili che si rivolgono a Cristo, perché in passato avevano peccato per ignoranza.

Questi punti, eccetto la prova della profezia ebraica, sono ripresi ed elaborati da Aristide con un uso frequente del linguaggio attuale della predicazione di Pietro. Viene così fornito un criterio per la costruzione dell'Apologia basato su un'abbreviazione del testo greco e quindi sui passi di quella siriaca che altrimenti potrebbero essere sospettati di interpolazioni.